# وکوکس
وکوکس (به فرانسوی: Vecoux) یک کمون در فرانسه است که در Canton of Remiremont واقع شده‌است.

## خصوصیات
وکوکس ۱۳٫۶ کیلومترمربع مساحت و ۱٬۰۵۰ نفر جمعیت دارد و ۴۰۸ متر بالاتر از سطح دریا واقع شده‌است.